# Obernhof

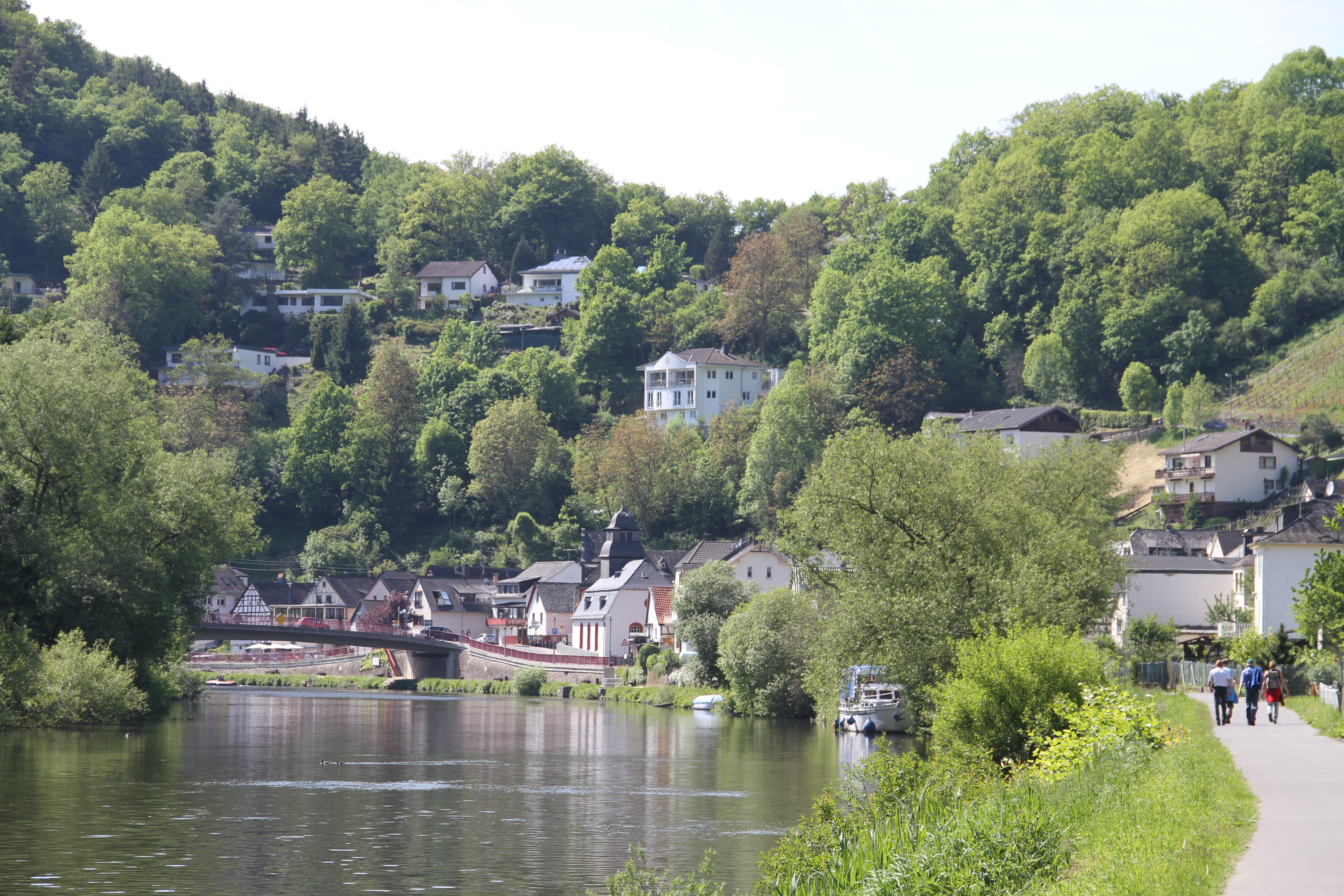
Obernhof von Osten gesehen

Obernhof ist eine Ortsgemeinde im Rhein-Lahn-Kreis in Rheinland-Pfalz. Sie gehört der Verbandsgemeinde Bad Ems-Nassau an.

## Geographie

### Geographische Lage
Obernhof liegt an der Lahn inmitten des Naturparks Nassau. Je nach Uferseite der Lahn ist man im Taunus oder im Westerwald. In Obernhof mündet der Gelbach von Norden und der Dörsbach von Süden in die Lahn. Eisenbahnanschluss besteht durch die Lahntalbahn.

### Gemeindegliederung
Zu Obernhof gehören auch die Wohnplätze Hütte, Langenau und Miedziankit.

## Geschichte
Obernhof gehörte in der frühen Neuzeit zu den Grafschaften Nassau-Dietz und Nassau-Oranien, von 1806 an zum Herzogtum Nassau.
Spätestens vom späten 16. Jahrhundert an wurden nordöstlich der Ortslage die Blei-Zink-Erzgänge im Untergrund abgebaut, zunächst in Pingen, noch im 16. Jahrhundert aber auch schon in Stollen. Im 17. Jahrhundert scheint der Bergbau erloschen zu sein. Im Zug eines allgemeinen Aufschwungs des Bergbaus an der Unterlahn um die Mitte des 18. Jahrhunderts herum wurden auch in Obernhof der Förderbetrieb wieder aufgenommen, zunächst mit einer Kupfergrube und mehreren Blei- und Silbergruben westlich der Ortslage. Kurz darauf wurden auch die Erzgänge östlich des Orts erneut erschlossen. Die Betriebe waren in Bergrechtlichen Gewerkschaften organisiert. Von etwa 1740 an fand ein nur selten unterbrochener Bergbaubetrieb und zum Teil auch die Weiterverarbeitung vor allem von Bleierz statt. Allerdings war das Wirtschaftsgeschehen in Obernhof von häufigen Zahlungsschwierigkeiten, Pächterwechseln sowie Geschäftsaufgaben und Neugründungen geprägt.
Die Einwohnerschaft entwickelte sich im 19. und 20. Jahrhundert wie folgt: 1843: 324 Einwohner, 1927: 309 Einwohner, 1964: 479 Einwohner.

## Politik

### Gemeinderat
Der Gemeinderat in Obernhof besteht aus acht Ratsmitgliedern, die bei der Kommunalwahl am 9. Juni 2024 in einer Mehrheitswahl gewählt wurden, und dem ehrenamtlichen Ortsbürgermeister als Vorsitzendem.

### Bürgermeister
Volker Rack wurde am 3. September 2024 Ortsbürgermeister von Obernhof. Bei der Direktwahl am 9. Juni 2024 war er als einziger Bewerber mit einem Stimmenanteil von 56,1 % für fünf Jahre gewählt worden.
Racks Vorgänger Karl-Friedrich Merz (parteilos) hatte das Amt 2011 als Nachfolger des langjährigen Ortsbürgermeisters Jürgen Walter übernommen und kandidierte bei der Wahl 2024 nicht erneut.

## Bauwerke
- Schloss Langenau
- evangelische Pfarrkirche (1715 als Hallenkirche im Barockstil erbaut)

In der Gemarkung Seelbach (Nassau):
- Kloster Arnstein
- Klostermühle: eine am Fuß des Klosters Arnstein liegende Mühle, die zu früheren Zeiten den Klosterbewohnern zur Herstellung von Lebensmitteln diente, dann lange Jahre ein Hotel und heutzutage eine Bibelschule und ein Freizeitheim der evangelikalen Missionsgemeinschaft der Fackelträger beherbergt.

Siehe auch: Liste der Kulturdenkmäler in Obernhof

## Wirtschaft und Infrastruktur

### Weinbau

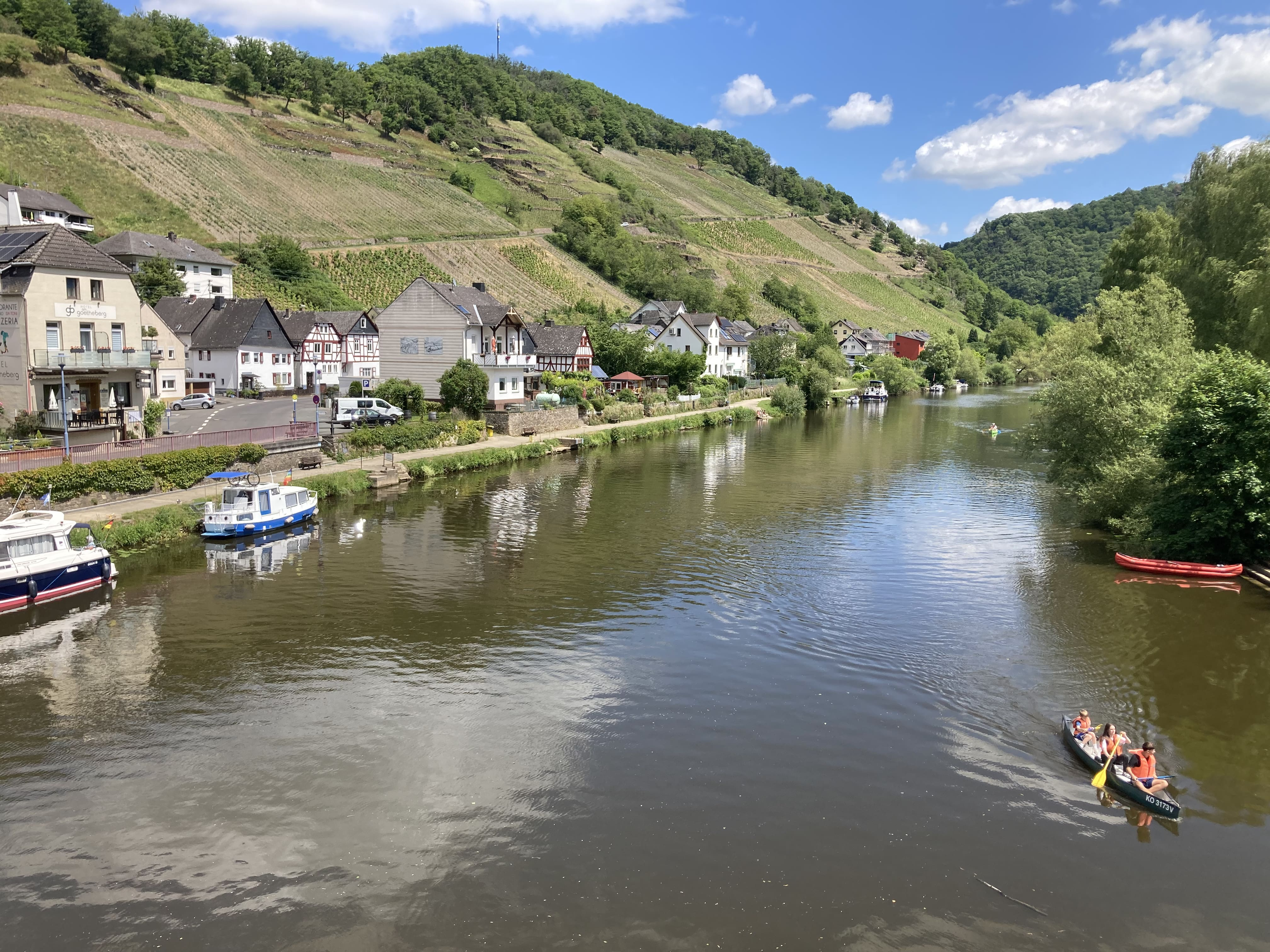
Obernhof von der Lahnbrücke mit Weinbergen

Obernhof ist eine der wenigen noch verbliebenen Weinbau-Gemeinden an der Lahn und stellt daher eine Besonderheit dar. Obernhof gehört zum Weinanbaugebiet Mittelrhein. Es werden Spätburgunder, Regent und Rieslingweine am Obernhofer Goetheberg angebaut.

### Verkehr

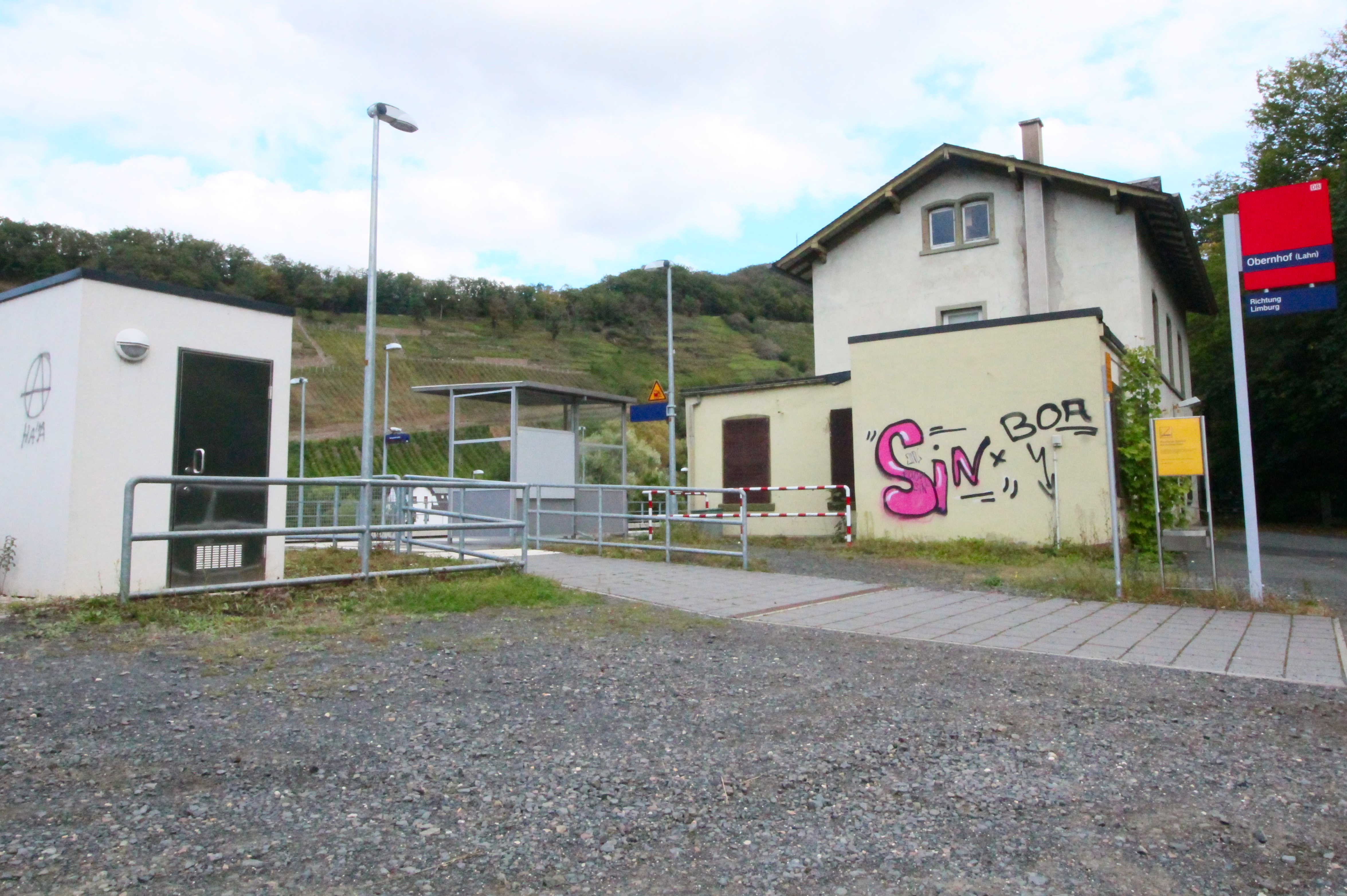
Der Bahnhof Obernhof an der RB23 (Lahn-Eifel-Bahn)

In Obernhof befindet sich ein Bahnhof an der Lahntalbahn, auf welcher die Züge der Regionalbahnlinie RB 23 (Lahn-Eifel-Bahn) (Limburg(Lahn) – Diez – Bad Ems – Koblenz – Andernach – Mendig – Mayen Ost) der Deutschen Bahn DB nach dem Rheinland-Pfalz-Takt täglich ca. stündlich verkehren.
Aufgrund der Lage des Ortes Obernhof im Rhein-Lahn-Kreis gilt der Tarif des Verkehrsverbund Rhein-Mosel VRM.

## Persönlichkeiten
- Ludwig III. von Arnstein (1109–1185), Adeliger und Klostergründer
- Julius Haxel (1904–1983), Landwirt, Winzer und Landtagsabgeordneter der SPD
- Ernst Haxel (1938–2008), aus den Medien bekannt als singender Winzer von der Lahn und ehemaliger Winzervereinsvorsitzender.